# 2022년 동계 올림픽 폐막식
2022년 동계 올림픽 폐막식(2022年 冬季 올림픽 閉幕式)은 2022년 2월 20일 오후 8시 (현지 시간, UTC+8) 베이징 국가체육장에서 이루어졌다. 올림픽 헌장에 따라 이 폐막식에서는 폐막 연설, 2026년 동계 올림픽 개최국 이탈리아의 문화와 역사 소개, 선수들의 퍼레이드, 올림픽기 전달 등이 행해졌다.
폐막식의 감독은 2022년 동계 올림픽 개막식과 2008년 하계 올림픽 개막식과 폐막식을 연출한 영화감독이자 프로듀서인 장이머우가 맡았다.

## 같이 보기
- 2008년 하계 올림픽 개막식
- 2022년 동계 올림픽 개막식